# Municipio de Townsville
Townsville Township es un municipio del condado de Vance, Carolina del Norte, Estados Unidos. Según el censo de 2020, tiene una población de 1283 habitantes.
Es una subdivisión exclusivamente geográfica, por cuanto el estado de Carolina del Norte no utiliza la herramienta de los townships como Gobierno municipal.

## Geografía
Está ubicado en las coordenadas 36°31′12″N 78°25′25″O / 36.52000, -78.42361 (36.520098, -78.42366).

## Demografía
Según el censo de 2020, el 50.90% de los habitantes son blancos, el 42.40% son afroamericanos, el 0.39% son asiáticos, el 0.08% es amerindio, el 2.10% son de otras razas y el 4.13% son de una mezcla de razas. Del total de la población, el 4.13% son hispanos o latinos de cualquier raza.
De acuerdo con la estimación 2017-2021 de la Oficina del Censo, alrededor del 31.1% de la población está por debajo del umbral de pobreza.